# Ceroplastodes acaciae
Ceroplastodes acaciae är en insektsart som beskrevs av Cockerell 1895. Ceroplastodes acaciae ingår i släktet Ceroplastodes och familjen skålsköldlöss. Inga underarter finns listade i Catalogue of Life.